# 圣劳伦斯堂 (洛桑)
归正会圣劳伦斯堂（Église réformée Saint-Laurent）是瑞士沃州洛桑的一座新教教堂。

## 历史
在中世纪，洛桑分为5个区，其中一个就是以该堂为中心的圣劳伦斯区。1235年大火时，该堂是全市唯一幸免的教堂。1536年伯尔尼入侵和 宗教改革后，该堂在1716-1719年重建，建筑师Guillaume Delagrange，立面为1762年Rodolphe de Crousaz的作品。
1798年革命期间，该堂曾作为反伯尔尼力量的聚集地点。
该建筑被列入瑞士国家和区域重要文化财产名录。